# Drymusa
|  | Dieser Artikel wurde aufgrund von formalen oder inhaltlichen Mängeln in der Qualitätssicherung Biologie zur Verbesserung eingetragen. Dies geschieht, um die Qualität der Biologie-Artikel auf ein akzeptables Niveau zu bringen. Bitte hilf mit, diesen Artikel zu verbessern! Artikel, die nicht signifikant verbessert werden, können gegebenenfalls gelöscht werden. Lies dazu auch die näheren Informationen in den Mindestanforderungen an Biologie-Artikel. |

Drymusa (von gr. δρῦς (drys) „Baum“ und Μοῦσα (Musa) „Muse“) ist die einzige Gattung der Familie Drymusidae Die Familie gehört zur Überfamilie Scytodoidea und umfasst 16 Drymusa-Arten. Die Arten sind in Brasilien, Argentinien, Costa Rica, Südafrika, und auf Kuba, Hispaniola sowie St. Vincent verbreitet. Sie sehen den Geigenspinnen (Loxosceles, Sicariidae) ähnlich, weben jedoch anders als diese ein Fangnetz.

## Arten
Der World Spider Catalog listet für die Gattung Drymusa aktuell 16 Arten. (Stand: Februar 2016)
- Drymusa armasi Alayón, 1981
- Drymusa canhemabae Brescovit, Bonaldo & Rheims, 2004
- Drymusa capensis Simon, 1893
- Drymusa colligata Bonaldo, Rheims & Brescovit, 2006
- Drymusa dinora Valerio, 1971
- Drymusa nubila Simon, 1891
- Drymusa philomatica Bonaldo, Rheims & Brescovit, 2006
- Drymusa producta Purcell, 1904
- Drymusa rengan Labarque & Ramírez, 2007
- Drymusa serrana Goloboff & Ramírez, 1992
- Drymusa silvicola Purcell, 1904
- Drymusa simoni Bryant, 1948
- Drymusa spectata Alayón, 1981
- Drymusa spelunca Bonaldo, Rheims & Brescovit, 2006
- Drymusa tobyi Bonaldo, Rheims & Brescovit, 2006
- Drymusa valida (Lawrence, 1964)